# Isòtops del cadmi
El cadmi (Cd) natural es compon de 8 isòtops. En dos d'ells s'ha observat radioactivitat natural, i en uns altres tres s'ha predit tot i que encara no s'han observat mai la seva desintegració, degut al període de semidesintegració tan llarg que presenten. Els dos isòtops radioactius són el 113Cd (que presenta emissió beta i un període de semidesintegració de 7,7 × 1015 anys) i el 116Cd (doble emissió beta de dos neutrins i un període de semidesintegració de 2,9 × 1019 anys). Els altres tres són el 106Cd, el 108Cd (doble captura electrònica), i el 114Cd (doble emissió beta). Almenys tres isòtops, el 110Cd, el 111Cd, i el 112Cd – són absolutament estables. Entre els isòtops absents en el cadmi natural, el de vida més llarga és el 109Cd amb un període de semidesintegració de 462,6 dies, i el 115Cd amb un període de semidesintegració de 53,46 hores. Tota la resta d'isòtops radioactius tenen períodes de semidesintegració menors a 2,5 hores i la majoria d'ells menors a 5 minuts. Aquest element també presenta 8 isòmers nuclears sent el més estable el 113mCd (t½ 14,1 anys), el 115mCd (t½ 44,6 dies) i el 117mCd (t½ 3,36 hores).
Els isòtops de cadmi coneguts varien en massa atòmica de 94,950 u (95Cd) a 131,946 u (132Cd). El mode de desintegració primari abans del segon isòtop més abundant, el, 112Cd, és la captura electrònica i els modes primaris després són l'emissió beta i la captura electrònica. El producte de desintegració abans del e 112Cd és l'element 47 (argent) i els posterior l'element 49 (indi).

Massa atòmica estàndard: 112,411(8) u

## Taula
| Símbol del núclid | Z(p)                | N(n)                | massa isotòpica(u)  | període de semidesintegració | Espín nuclear | composició isotòpics representativa (fracció molar) | rang de variació natural (fracció molar) |
| Símbol del núclid | energia d'excitació | energia d'excitació | energia d'excitació | període de semidesintegració | Espín nuclear | composició isotòpics representativa (fracció molar) | rang de variació natural (fracció molar) |
| ----------------- | ------------------- | ------------------- | ------------------- | ---------------------------- | ------------- | --------------------------------------------------- | ---------------------------------------- |
| 95Cd              | 48                  | 47                  | 94.94987(64)#       | 5# ms                        | 9/2+#         |                                                     |                                          |
| 96Cd              | 48                  | 48                  | 95.93977(54)#       | 1# s                         | 0+            |                                                     |                                          |
| 97Cd              | 48                  | 49                  | 96.93494(43)#       | 2.8(6) s                     | 9/2+#         |                                                     |                                          |
| 98Cd              | 48                  | 50                  | 97.92740(8)         | 9.2(3) s                     | 0+            |                                                     |                                          |
| 98mCd             | 2427.5(6) keV       | 2427.5(6) keV       | 2427.5(6) keV       | 190(20) ns                   | 8+#           |                                                     |                                          |
| 99Cd              | 48                  | 51                  | 98.92501(22)#       | 16(3) s                      | (5/2+)        |                                                     |                                          |
| 100Cd             | 48                  | 52                  | 99.92029(10)        | 49.1(5) s                    | 0+            |                                                     |                                          |
| 101Cd             | 48                  | 53                  | 100.91868(16)       | 1.36(5) min                  | (5/2+)        |                                                     |                                          |
| 102Cd             | 48                  | 54                  | 101.91446(3)        | 5.5(5) min                   | 0+            |                                                     |                                          |
| 103Cd             | 48                  | 55                  | 102.913419(17)      | 7.3(1) min                   | 5/2+          |                                                     |                                          |
| 104Cd             | 48                  | 56                  | 103.909849(10)      | 57.7(10) min                 | 0+            |                                                     |                                          |
| 105Cd             | 48                  | 57                  | 104.909468(12)      | 55.5(4) min                  | 5/2+          |                                                     |                                          |
| 106Cd             | 48                  | 58                  | 105.906459(6)       | ESTABLE [>410E+18 a]         | 0+            | 0.0125(6)                                           |                                          |
| 107Cd             | 48                  | 59                  | 106.906618(6)       | 6.50(2) h                    | 5/2+          |                                                     |                                          |
| 108Cd             | 48                  | 60                  | 107.904184(6)       | ESTABLE [>410E+15 a]         | 0+            | 0.0089(3)                                           |                                          |
| 109Cd             | 48                  | 61                  | 108.904982(4)       | 461.4(12) d                  | 5/2+          |                                                     |                                          |
| 109m1Cd           | 59.6(4) keV         | 59.6(4) keV         | 59.6(4) keV         | 12(2) µs                     | 1/2+          |                                                     |                                          |
| 109m2Cd           | 463.0(5) keV        | 463.0(5) keV        | 463.0(5) keV        | 10.9(5) µs                   | 11/2-         |                                                     |                                          |
| 110Cd             | 48                  | 62                  | 109.9030021(29)     | ESTABLE                      | 0+            | 0.1249(18)                                          |                                          |
| 111Cd             | 48                  | 63                  | 110.9041781(29)     | ESTABLE                      | 1/2+          | 0.1280(12)                                          |                                          |
| 111mCd            | 396.214(21) keV     | 396.214(21) keV     | 396.214(21) keV     | 48.50(9) min                 | 11/2-         |                                                     |                                          |
| 112Cd             | 48                  | 64                  | 111.9027578(29)     | ESTABLE                      | 0+            | 0.2413(21)                                          |                                          |
| 113Cd             | 48                  | 65                  | 112.9044017(29)     | 7.7(3)E+15 a                 | 1/2+          | 0.1222(12)                                          |                                          |
| 113mCd            | 263.54(3) keV       | 263.54(3) keV       | 263.54(3) keV       | 14.1(5) a                    | 11/2-         |                                                     |                                          |
| 114Cd             | 48                  | 66                  | 113.9033585(29)     | ESTABLE [>6.4E+18 a]         | 0+            | 0.2873(42)                                          |                                          |
| 115Cd             | 48                  | 67                  | 114.9054310(29)     | 53.46(5) h                   | 1/2+          |                                                     |                                          |
| 115mCd            | 181.0(5) keV        | 181.0(5) keV        | 181.0(5) keV        | 44.56(24) d                  | (11/2)-       |                                                     |                                          |
| 116Cd             | 48                  | 68                  | 115.904756(3)       | 3.1(4)E+19 a                 | 0+            | 0.0749(18)                                          |                                          |
| 117Cd             | 48                  | 69                  | 116.907219(4)       | 2.49(4) h                    | 1/2+          |                                                     |                                          |
| 117mCd            | 136.4(2) keV        | 136.4(2) keV        | 136.4(2) keV        | 3.36(5) h                    | (11/2)-       |                                                     |                                          |
| 118Cd             | 48                  | 70                  | 117.906915(22)      | 50.3(2) min                  | 0+            |                                                     |                                          |
| 119Cd             | 48                  | 71                  | 118.90992(9)        | 2.69(2) min                  | (3/2+)        |                                                     |                                          |
| 119mCd            | 146.54(11) keV      | 146.54(11) keV      | 146.54(11) keV      | 2.20(2) min                  | (11/2-)#      |                                                     |                                          |
| 120Cd             | 48                  | 72                  | 119.90985(2)        | 50.80(21) s                  | 0+            |                                                     |                                          |
| 121Cd             | 48                  | 73                  | 120.91298(9)        | 13.5(3) s                    | (3/2+)        |                                                     |                                          |
| 121mCd            | 214.86(15) keV      | 214.86(15) keV      | 214.86(15) keV      | 8.3(8) s                     | (11/2-)       |                                                     |                                          |
| 122Cd             | 48                  | 74                  | 121.91333(5)        | 5.24(3) s                    | 0+            |                                                     |                                          |
| 123Cd             | 48                  | 75                  | 122.91700(4)        | 2.10(2) s                    | (3/2)+        |                                                     |                                          |
| 123mCd            | 316.52(23) keV      | 316.52(23) keV      | 316.52(23) keV      | 1.82(3) s                    | (11/2-)       |                                                     |                                          |
| 124Cd             | 48                  | 76                  | 123.91765(7)        | 1.25(2) s                    | 0+            |                                                     |                                          |
| 125Cd             | 48                  | 77                  | 124.92125(7)        | 0.65(2) s                    | (3/2+)#       |                                                     |                                          |
| 125mCd            | 50(70) keV          | 50(70) keV          | 50(70) keV          | 570(90) ms                   | 11/2-#        |                                                     |                                          |
| 126Cd             | 48                  | 78                  | 125.92235(6)        | 0.515(17) s                  | 0+            |                                                     |                                          |
| 127Cd             | 48                  | 79                  | 126.92644(8)        | 0.37(7) s                    | (3/2+)        |                                                     |                                          |
| 128Cd             | 48                  | 80                  | 127.92776(32)       | 0.28(4) s                    | 0+            |                                                     |                                          |
| 129Cd             | 48                  | 81                  | 128.93215(32)#      | 242(8) ms                    | 3/2+#         |                                                     |                                          |
| 129mCd            | 0(200)# keV         | 0(200)# keV         | 0(200)# keV         | 104(6) ms                    | 11/2-#        |                                                     |                                          |
| 130Cd             | 48                  | 82                  | 129.9339(3)         | 162(7) ms                    | 0+            |                                                     |                                          |
| 131Cd             | 48                  | 83                  | 130.94067(32)#      | 68(3) ms                     | 7/2-#         |                                                     |                                          |
| 132Cd             | 48                  | 84                  | 131.94555(54)#      | 97(10) ms                    | 0+            |                                                     |                                          |